# Бержанский, Владимир Наумович
Владимир Наумович Бержанский (8 марта 1941 — 21 августа 2024) — советский, украинский и российский учёный, физик-экспериментатор, специалист в области физики магнитных явлений, заслуженный деятель науки и техники Украины (1999).

## Биография
Родился 8 марта 1941 года в Ростове-на-Дону.
В 1963 году окончил Томский государственный университет. С 1964 по 1981 год работал в Институте физики Сибирского отделения Академии наук СССР (ИФ СО АН СССР). В 1971 году защитил диссертацию на соискание ученой степени кандидата физико-математических наук; старший научный сотрудник с 1979 года.
С 1981 года работал в Симферопольском государственном университете имени М. В. Фрунзе (Таврический национальный университет имени В. И. Вернадского, Крымский федеральный университет имени В. И. Вернадского): доцент, профессор, заведующий кафедрой экспериментальной физики, с 1999 года — проректор по научной работе. Преподавал следующие дисциплины: «Магнитный резонанс и релаксация», «Микро- и наномагнетизм», «Нанотехнологии»; вёл семинар по актуальным проблемам технической физики.
Доктор физико-математических наук (1994), профессор (1994).
По его инициативе в 1995 году в университете была открыта подготовка физиков-инженеров по специальности «Прикладная физика. Высокие физические технологии», а в 2014 году аккредитованы бакалаврская и магистерская образовательные программы по направлению «Техническая физика».
Руководитель Крымской школы по физике магнитных явлений. Автор более 300 научных публикаций. Под его руководством защищено 10 диссертаций.
Один из авторов «метода многоквантовой эхо-спектроскопии» для исследований твердых тел.
Под его руководством разработаны новые методы определения основных характеристик магнитных полупроводников и магнитных микропроводов, способы получения тонких пленок и нанокомпозитов с заданными свойствами, создан ряд высокочувствительных магнетометров, измерителей СВЧ-мощности и т. д.
Был председателем или со-председателем национальных оргкомитетов конференций «Функциональные материалы — ICFM» (2001—2013) и «Электромеханика, электротехнологии, электротехнические материалы и компоненты — ICEEE» (2004—2018).
Заслуженный деятель науки и техники Украины (1999). Академик Крымской академии наук. Почётный работник науки и высоких технологий Российской Федерации. Награждён медалью «За безупречный труд и отличие» III степени.

## Избранная библиография
- Photonic crystals with plasmonic patterns: novel type of the heterostructures for enhanced magneto-optical activity. NE Khokhlov, AR Prokopov, AN Shaposhnikov, VN Berzhansky. 2015 г. Journal of Physics D: Applied Physics 48 (9), 095001 (76 цитирований)
- Generation of spin waves by a train of fs-laser pulses: a novel approach for tuning magnon wavelength. Авторы IV Savochkin, M Jäckl, VI Belotelov, IA Akimov, MA Kozhaev, DA Sylgacheva, AI Chernov, AN Shaposhnikov, AR Prokopov, VN Berzhansky, DR Yakovlev, AK Zvezdin, M Bayer. 2017/7/18 Журнал Scientific reports (74 цитирования)
- Magnetoplasmonic crystals for highly sensitive magnetometry. Grigory A Knyazev, Pavel O Kapralov, Nikolay A Gusev, Andrey N Kalish, Petr M Vetoshko, Sarkis A Dagesyan, Alexander N Shaposhnikov, Anatoly R Prokopov, Vladimir N Berzhansky, Anatoly K Zvezdin, Vladimir I Belotelov. 2018/11/21. Журнал ACS Photonics. Том 5 Номер 12 Страницы 4951-4959 (68 цитирований).